# Hl. Zar Lazar (Velika Reka)

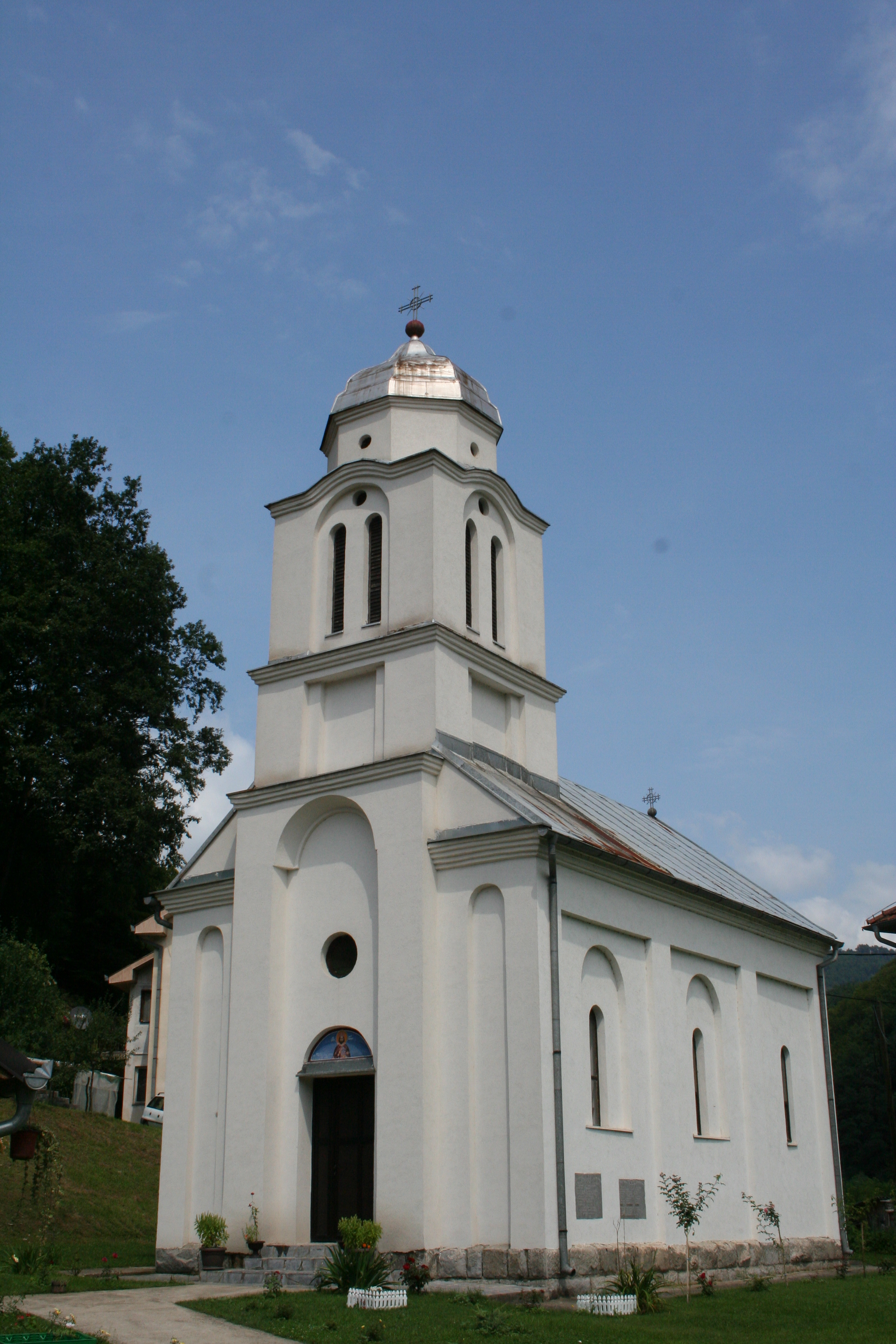
Die Kirche Hl. Zar Lazar in Velika Reka

Die Kirche Hl. Zar Lazar  (serbisch: Црква Св. цара Лазара / Crkva Sv. cara Lazara) ist eine serbisch-orthodoxe Kirche im Dorf Velika Reka in Westserbien.
Die dem Hl. Zaren und Großmärtyrer Lazar geweihte Filialkirche wurde von 1939 bis 1972 erbaut. Sie gehört zur Pfarrei Donja Trešnjica im Dekanat Azbukovica der Eparchie Šabac der Serbisch-orthodoxen Kirche.

## Lage

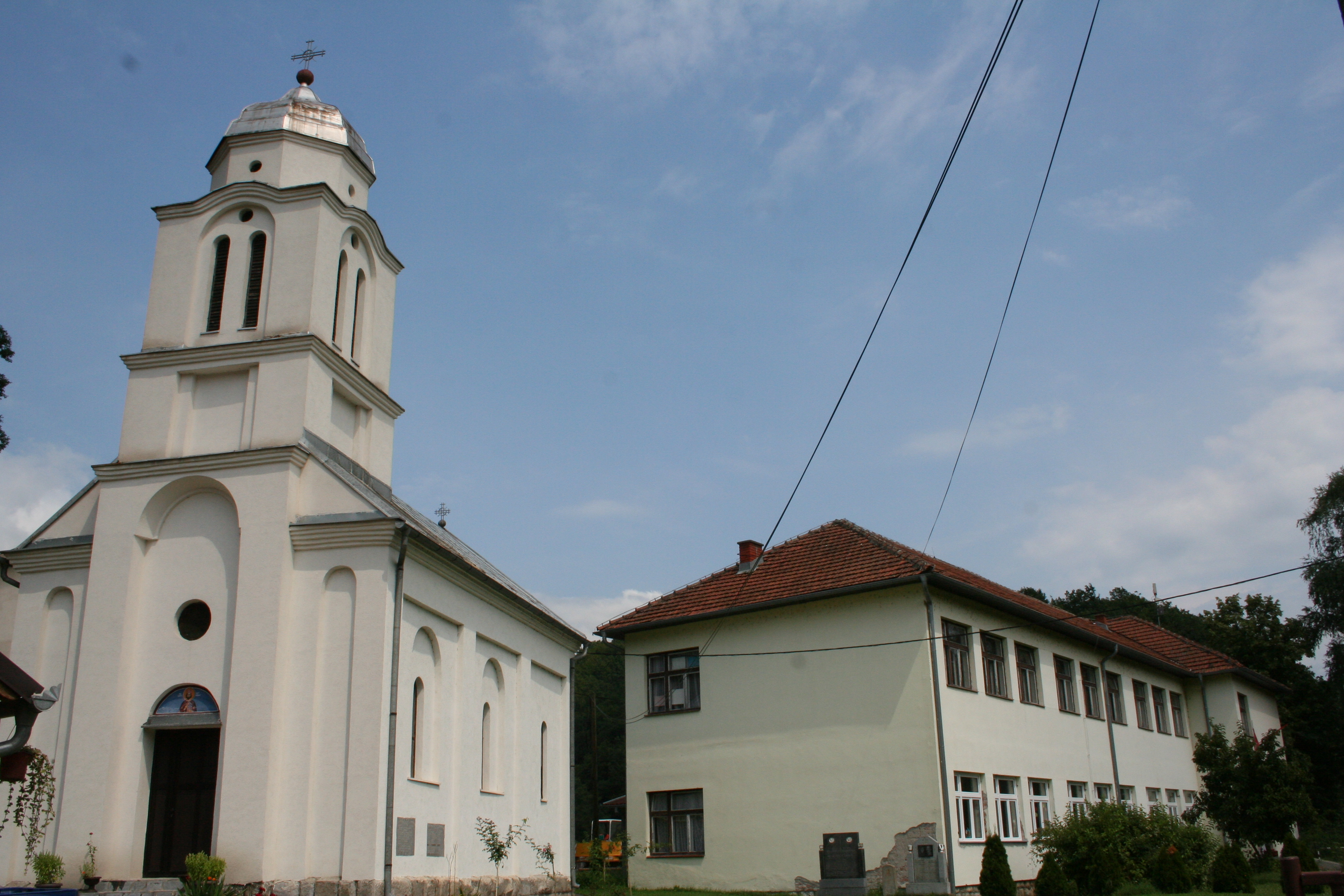
Kirche und Grundschule Nikola Tesla

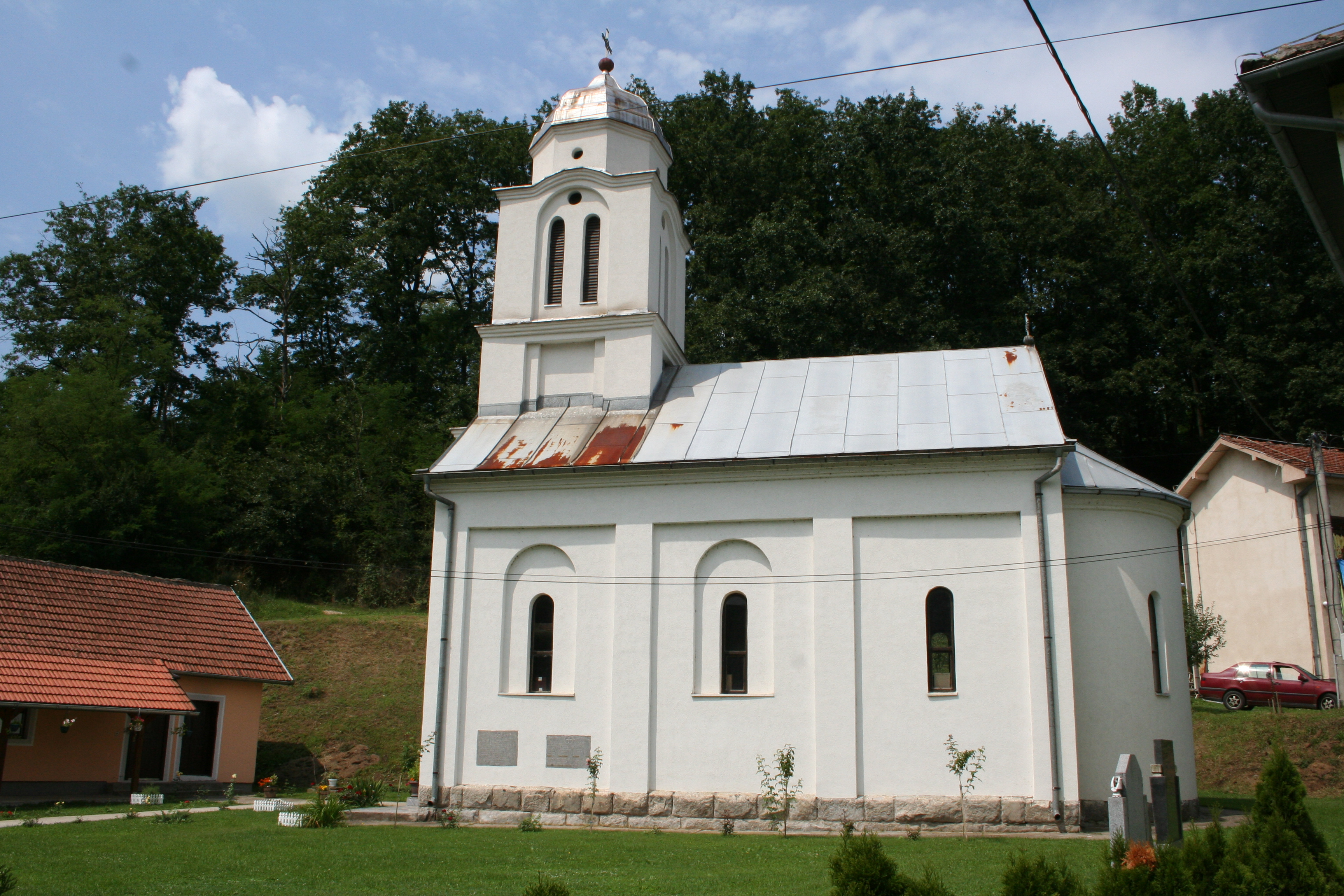
Kirche von Süden

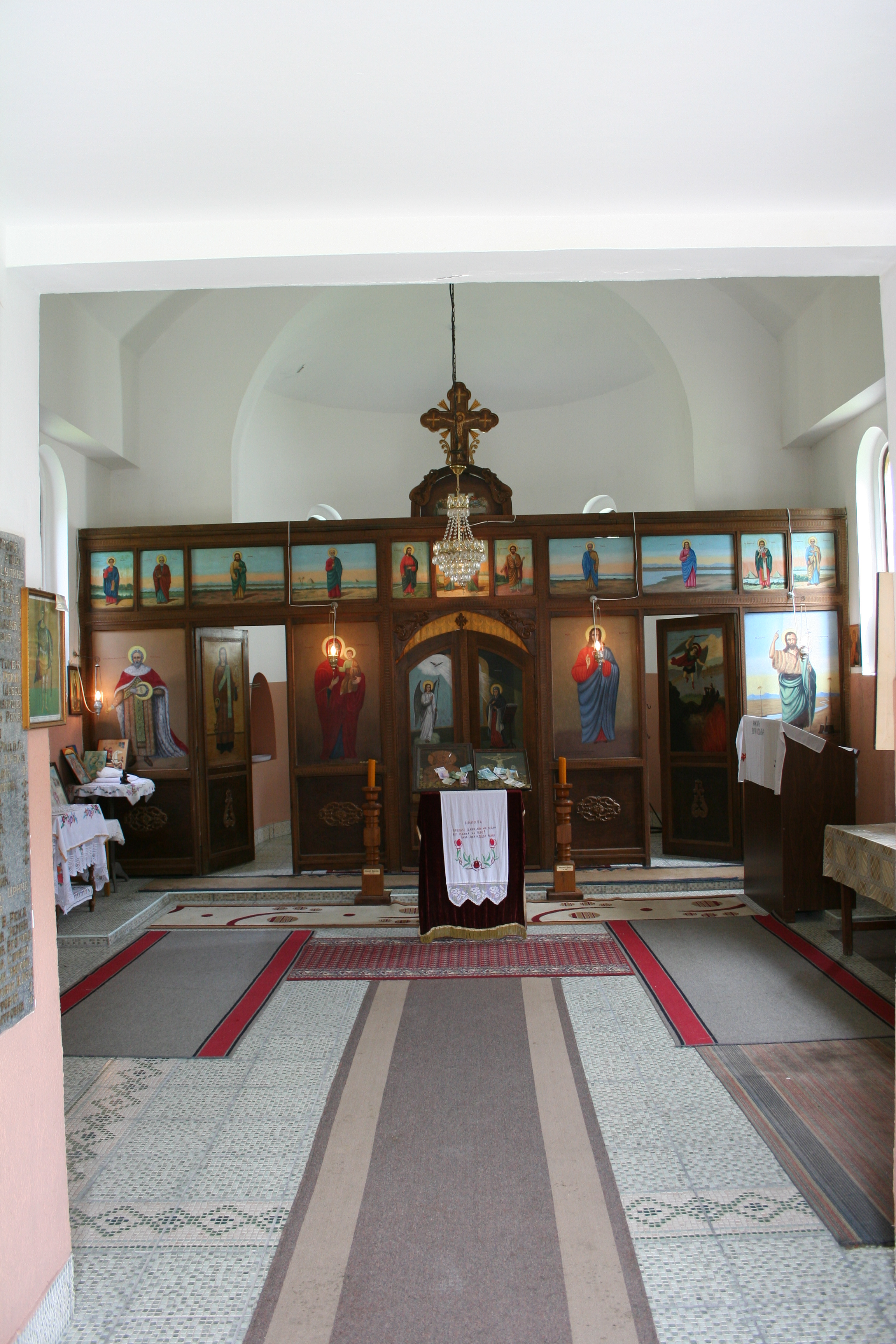
Ikonostase

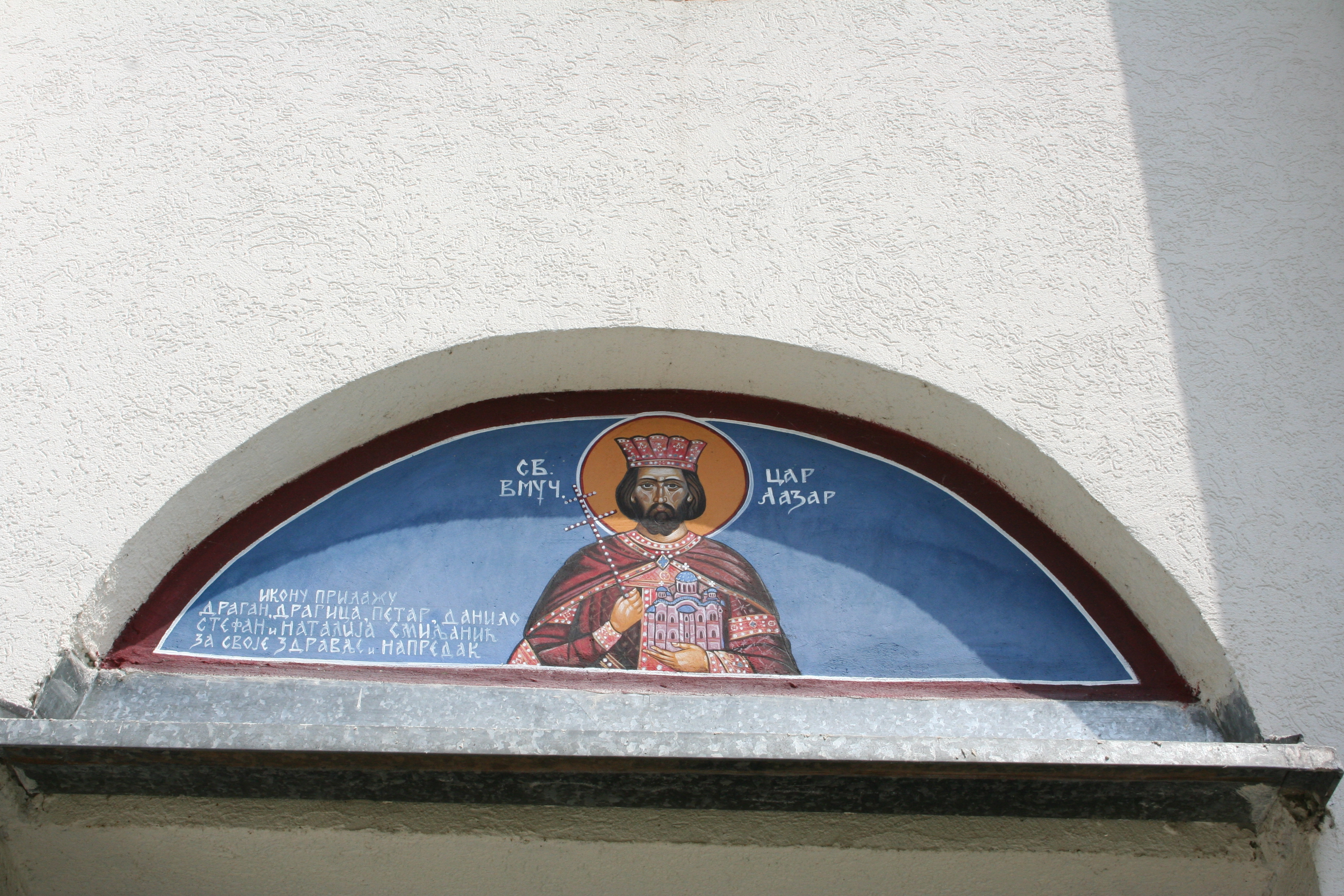
Patronatsikone Hl. Zar Lazar

Velika Reka gehört zur Opština Mali Zvornik (Gemeinde Mali Zvornik) im Okrug Mačva (Verwaltungsbezirk Mačva) des westlichsten Zentralserbiens.
Im Dorf lebten nach einer Volkszählung  im Jahr 2011 373 Einwohner. Die Bevölkerung im Ort stellen Serben. Velika Reka wird aus folgenden Weilern gebildet: Podgaj, Popović, Reka, Sastavci und Ilići.
Das Dorf Velika Reka liegt an der Grenze der Gemeinden Mali Zvornik, Krupanj und Ljubovija. Krupanj liegt in nordöstlicher Richtung und Ljubovija in südöstlicher Richtung.
Der untere Dorfteil von Velika Reka liegt zudem am Fluss Drina, die hier die Staatsgrenze Serbiens zum westlichen Nachbarland Bosnien und Herzegowina darstellt.
Durch den unteren Dorfteil führt die Regionalstraße Loznica-Mali Zvornik-Ljubovija. Das Dorf liegt etwa 20 km südöstlicher Richtung von der Gemeindehauptstadt Mali Zvornik entfernt. Durch den Ort fließt das Flüsschen Velika Reka.

### Lage der Kirche im Ort
Die Kirche Hl. Zar Lazar steht im unteren Teil von Velika Reka. Neben der Kirche im Kirchhof steht die 1904 erbaute Grundschule des Dorfes. Im Kirchhof stehen einige alte Grabdenkmäler.
Ebenfalls im unteren flacheren Teil von Velika Reka, stehen die Dorfpost, die Dorfkneipe und die Dorfläden. Auch die Regionalstraße führt durch den unteren Dorfteil unweit der Kirche.

## Geschichte
Der Bau der Kirche Hl. Zar Lazar begann 1939/1940. Durch den Zweiten Weltkrieg kamen die Bauarbeiten an der Kirche zum Erliegen. 1972 wurde der Bau im nun sozialistischen Jugoslawien weitergeführt. Vom Baubeginn bis zur Wiederaufnahme des Weiterbaus fanden in der Kirche keine Gottesdienste statt.
Die Kirche wurde im Jahre 1972 fertiggestellt. In die Krypta überführte man im selben Jahr die Gebeine der serbischen Soldaten aus der Schlacht am Mačkov kamen in der Nähe des Dorfes aus dem Jahre 1914 zur Zeit des Ersten Weltkriegs. Ihre genaue Zahl ist unbekannt.
Und am 9. Juni 1974 wurde die Kirche Hl. Zar Lazar vom Bischof der damaligen Eparchie Šabac-Valjevo Jovan (Velimirović) feierlich eingeweiht.
Zur Pfarrei Donja Trešnjica gehören die Dörfer: Donja Trešnjica, Velika Reka, Culine, Čitluk, Amajić, Budišić, Sakar in der Opština Mali Zvornik und das Dorf Planina in der Opština Krupanj. Priester der Pfarrei ist Erzpriester Miladin Nikolić (2018).

## Architektur
Die Kirche ist ein einschiffiges Kirchengebäude im traditionellen Serbisch-byzantinischen Stil mit einer Altar-Apsis im Osten und einem kleinen Kirchturm über den Kircheneingang an der Westseite der Kirche. Die Patronatsikone über dem Eingang stellt den Hl. Zar Lazar dar.
Im Inneren des Kirchengebäudes steht die hölzerne Ikonostase mitsamt Ikonen. Die Kirche ist nicht mit Fresken ausgemalt.